# CYP17A1
细胞色素 P450 17A1（英語：Cytochrome P450 17A1）也被称为甾体17α-单加氧酶（steroid 17α-monooxygenase），17α-羟基化酶（17α-hydroxylase），17,20-碳链裂解酶（ 或 ）是一种羟基化酶，由位于人类10号染色体的 CYP17A1 基因编码。这一基因在许多组织与细胞中都有表达，特别是肾上腺皮质的网状带和肾上腺束状带以及生殖腺组织。CYP17A1蛋白属于细胞色素P450氧化酶超家族的一员，定位于内质网，既有甾体的17α-羟化酶也有17,20-裂解酶活性，在类固醇生成途径中将孕烯醇酮或孕酮的D环上17号C原子上α位加上一个羟基（-OH）基团，生成17α-羟孕烯醇酮或17α-羟孕酮（17α-羟基化活性）；之后再断裂在17号C原子20号C原子之间的碳碳键，生成脱氢表雄酮（DHEA）或雄烯二酮（17,20-裂合酶活性）。
CYP17A1 基因上包含有增加冠狀動脈疾病患病风险的27个SNPs之一。

## 结构

### 基因
CYP17A1 基因位于10号染色体的10q24.3带上包含有8个外显子，其cDNA全长为1527bp。

### 蛋白
CYP17A1蛋白大小为57.4kDa，包含有508个氨基酸残基，属于CYP450超家族，带有一个血基質相关活性位点以催化相关生物反应。
CYP17A1可被两种甾类抑制剂阿比特龙和galeterone特异地抑制，CYP17A1和其它参与甾体生成与胆固醇代谢的细胞色素P450氧化酶一样有着经典的P450酶结构，但其结合甾类配体的位置位于F和G螺旋之间，垂直于血红素基团，而通常的非β1折叠。